# Intelligent fallande
Intelligent fallande (engelska intelligent falling, IF) är ett begrepp som skapats som parodi på intelligent design, för att ersätta gravitationen. Intelligent fallande är ett internetfenomen. 
Huvudtesen är att Gravitation "endast är en teori", likt kreationister säger om evolutionen. Argumenten är att allt bevisligen inte faller neråt, t.ex. fåglar, moln och heliumballonger. Därför bör det vara en intelligent varelse (engelska "intelligent agent") som håller nere allt annat. Inom pastafarismen är det givetvis Det flygande spaghettimonstret (FSM) som håller saker nere med sina osynliga nudliga bihang.